# Emballonura semicaudata
Emballonura semicaudata је сисар из реда слепих мишева (Chiroptera).

## Угроженост
Ова врста се сматра угроженом.

## Распрострањење
Ареал врсте покрива средњи број држава. 
Врста има станиште у Самои, Тонги, Фиџију, Маршалским острвима, Палауу, Вануатуу, Америчкој Самои и Гваму.

## Станиште
Станиште врсте су шуме.